# Gấu chó
Gấu chó (danh pháp hai phần: Helarctos malayanus, từ đồng nghĩa: Ursus malayanus), được tìm thấy chủ yếu trong các rừng mưa nhiệt đới ở khu vực Nam Á và Đông Nam Á; bao gồm Ấn Độ, Bangladesh, Brunei, Campuchia, Indonesia, Lào, Malaysia, Myanmar, Thái Lan và Việt Nam.
Gấu chó có chiều dài khoảng 1,2 m (4 ft), chiều cao khoảng 0,7 m -do đó chúng là loài nhỏ nhất của họ Gấu. Nó có đuôi ngắn, khoảng 3–7 cm (2 inch) và trung bình nặng không quá 65 kg (145 pao). Gấu chó đực nặng hơn một chút so với gấu cái.

## Đặc trưng
Không giống như các loài gấu khác, lông của chúng ngắn và mượt. Điều này có lẽ là do môi trường sống của chúng là những vùng đất thấp nóng ẩm. Màu lông của chúng là đen sẫm hay nâu đen, ngoại trừ phần ngực có màu vàng-da cam nhạt có hình dạng giống như móng ngựa hoặc hình chữ U. Màu lông tương tự có thể tìm thấy xung quanh mõm và mắt.
Gấu chó có vuốt có dạng lưỡi liềm, tương đối nhẹ về khối lượng. Chúng có bàn chân to với gan bàn chân trần, có lẽ là để hỗ trợ việc leo trèo. Chân chúng hướng vào trong nên bước đi của chúng giống như đi vòng kiềng, nhưng chúng là những con vật leo trèo giỏi.
Chúng có tai ngắn và tròn, mõm ngắn.
Là một con vật ăn đêm là chủ yếu, gấu chó thích tắm nắng hay nghỉ ngơi về ban ngày trên các cành cây to cách mặt đất khoảng 2-7 mét. Vì chúng tiêu hao nhiều thời gian ở trên cây, gấu chó đôi khi làm tổn thất nặng nề cho các loại cây trồng. Chúng được coi là những kẻ phá hoại dừa và ca cao trong các đồn điền. Tập tính này là nguyên nhân làm giảm số lượng của quần thể gấu chó cũng giống như việc săn bắn để lấy lông và mật để sử dụng trong y học Trung Hoa.
Thức ăn của gấu chó dao động rất rộng và bao gồm các động vật có xương sống nhỏ như thằn lằn, chim, hay các loài động vật có vú khác, cũng như hoa quả, trứng, mối, ngọn non cây dừa, mật ong, quả mọng, chồi cây, côn trùng, rễ cây, quả của ca cao hay dừa. Hàm răng đầy sức mạnh của chúng có thể phá vỡ những quả dừa. Phần lớn thức ăn của gấu chó kiếm được là nhờ vào khứu giác của chúng vì mắt của chúng rất kém.

## Khu vực sinh sống
Chúng sống ở phía đông dãy Himalaya(Hy Mã Lạp Sơn) đến Tứ Xuyên ở Trung Quốc, cũng như trải rộng về phía nam tới Myanmar, một phần của bán đảo Đông Dương và Malaysia.

## Sinh sản
Vì gấu chó không ngủ đông, nên chúng có thể sinh đẻ quanh năm. Chúng thông thường đẻ hai con với trọng lượng khi sinh khoảng 280 - 340 g (10-12 aoxơ) mỗi con. Chu kỳ mang thai khoảng 96 ngày, nhưng chúng cho con bú khoảng 18 tháng. Gấu đạt đến độ tuổi trưởng thành sau khoảng 3-4 năm, và chúng sống đến 28 năm trong điều kiện nuôi nhốt.

## Thông tin khác
Có một phân loài gấu chó (Helarctos malayanus euryspilus), chỉ tìm thấy trên đảo Borneo.
Trong tiếng Malaysia tên của gấu chó là 'basindo nan tenggil', có thể dịch là 'con vật thích ngồi trên cao'.